# Carbrooke
Carbrooke är en ort och civil parish i Storbritannien.   Den ligger i grevskapet Norfolk och riksdelen England, i den sydöstra delen av landet, 140 km nordost om huvudstaden London. Carbrooke ligger 49 meter över havet och antalet invånare är 1 176.
Terrängen runt Carbrooke är platt, och sluttar söderut. Runt Carbrooke är det ganska tätbefolkat, med 100 invånare per kvadratkilometer. Närmaste större samhälle är Attleborough, 11,8 km sydost om Carbrooke. Trakten runt Carbrooke består till största delen av jordbruksmark.